# Bangar
Bangar ist eine Stadtgemeinde in der philippinischen Provinz La Union und liegt am Südchinesischen Meer. Im Norden grenzt sie an die Provinz Ilocos Sur. Das Gelände ist im Westen sehr flach und wird im Osten hügelig. Der Amburayan River, welcher an seiner Mündung ein 5,5 km breites Delta erreicht, bildet die nördliche Grenze der Gemeinde. Die Bevölkerung von Bangar lebt hauptsächlich von der Landwirtschaft.
Bangar ist in die folgenden 33 Baranggays aufgeteilt:
| - Agdeppa - Alzate - Bangaoilan East - Bangaoilan West - Barraca - Cadapli - Caggao - Consuegra - General Prim East - General Prim West - General Terrero | - Luzong Norte - Luzong Sur - Maria Cristina East - Maria Cristina West - Mindoro - Nagsabaran - Paratong Norte - Paratong No. 3 - Paratong No. 4 - Central East No. 1 - Central East No. 2 | - Central West No. 1 - Central West No. 2 - Central West No. 3 - Quintarong - Reyna Regente - Rissing - San Blas - San Cristobal - Sinapangan Norte - Sinapangan Sur - Ubbog |